# Темпл

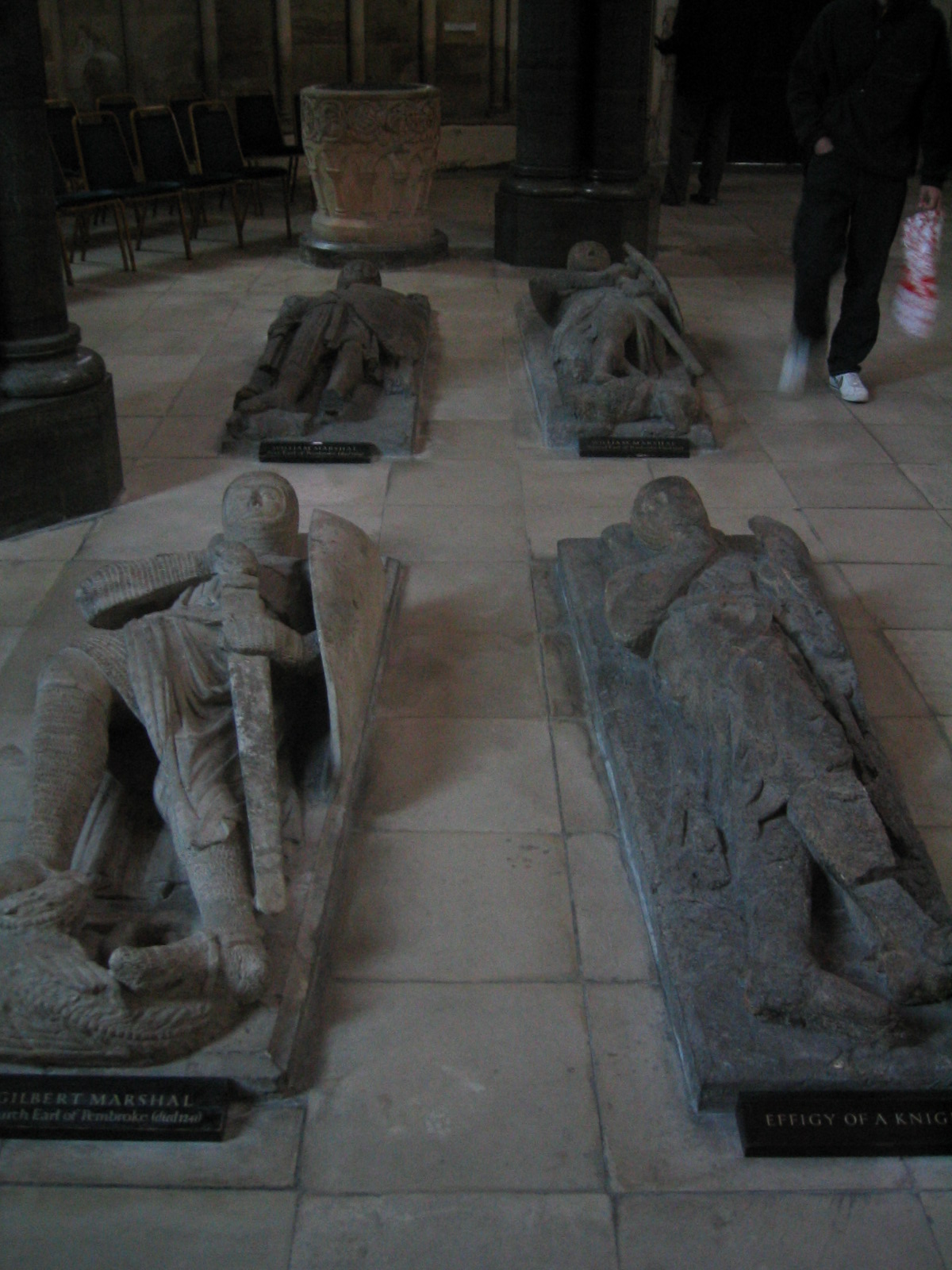
Мраморные кенотафы в Круглой церкви.

Темпл (англ. и фр. Temple — «храм») — исторический район Лондона, ограниченный с севера Флит-стрит, а с юга — Темзой. Берёт название от средневекового ордена тамплиеров (храмовников), который владел этим участком до XIV века. В настоящее время территория занята судебными иннами Иннер-Темпл и Миддл-Темпл.
От резиденции тамплиеров сохранилась лондонская церковь их ордена Temple Church — небольшая круглая постройка XII века, возможно, вдохновлённая резиденцией храмовников в Иерусалиме, которую они ошибочно принимали за Храм Соломона. Освящена была в 1185 году иерусалимским латинским патриархом Ираклием.
До конфискации владений тамплиеров в 1307 году в церкви проводился обряд посвящения в рыцари-храмовники. Символические захоронения девяти наиболее доблестных рыцарей обозначены мраморными фигурами простёртых на полу воинов. Среди погребённых в храме — Уильям Маршал, 1-й граф Пембрук, английский регент во время малолетства Генриха III.
Церковь Темпла выгорела при Великом лондонском пожаре, но была приведена в порядок под руководством Кристофера Рена. Вновь сгорела во время бомбардировки Лондона немцами в мае 1941 года. Широкой публике стала известна благодаря книге и фильму «Код да Винчи».